# جواو من البرتغال دوق بالنثيا دي كامبوس
جواو البرتغالي ( 1352 - 1387 )؛ هو ابن بيدرو الأول ملك البرتغال وإينيس دي كاسترو، كان جواو واحداً من المرشحين المحتملين للتاج البرتغالي أثناء أزمة 1383-1385، أيضا اعتبر إنفانتي البرتغال وقشتالة ودوق بالنثيا دي كامبوس .
شكك العديد من المؤرخين زواج والديه التي أُعلن به الملك يوم 12 يونيو 1360، والنظر لزواج السري لملك من والدته، السيدة الإسبانية إينيس دي كاسترو إلا أنها توفيت بأمر من جده الملك أفونسو الرابع عام 1355، قد لا يعتبر انفانتياً.
تزوج جواو سراً من ماريا تيليس دي مينيزيس من عائلة البرتغالية النبيلة قوية مينيسيث وشقيقة الملكة ليونور تيليس دي مينيزيس وفي 1379 قتلت زوجته، وعلى مراجح في زواج من انفانتا بياتريس، ابنة فرناندو الأول ملك البرتغال مما يعزز حقوقهم في العرش وفقا لمؤرخون ملكة ليونور تيليس رفضت ذلك.
بعد ذلك تعرض للاضطهادات إلى فراره إلى قشتالة مع شقيقه انفانتي دينيس وحيث بقي حتى بعد أزمة 1383-1385، وكان واحداً من المنافسين على العرش البرتغال بجانب ابنة شقيقه الأميرة بياتريس من البرتغال، ملكة قشتالة وزوجها خوان الأول ملك قشتالة وشقيقه جواو، فارس أفيس، اعتقل في قشتالة في بداية الأزمة.
ومع ذلك كان دافع عن حقه من قبل المجلس المناصر للسلطة التشريعية القومية بقيادة مارتيم فاسكوا دا كونها، وأبناؤه وإخوانه وأيضا (لوردات المجلس) من خلال كورتيس كويمبرا في 1385 دفع نبلاء تعيينه في منصب المدعي للعرش شرعياً.
مجلس القومي بقيادة فارس أفيس بأن ادعى جواو ودينيس (الأبناء لـ بيدرو وإينيس دي كاسترو) تجاهله، كان وقت الحروب بين فرناندو (أخيه غير الشقيق) ضد ملك قشتالة لكانوا يقاتلوا ضد البرتغال فيما عرفت تاريخياً بـحروب فرديناند الثلاثة.
في وقت هذا انخفضت شعبيته في وصل إلى العرش 1385، مما وجد نفسها عالقاً في قشتالة، حتى أنه توفي سالامانكا في 1387 ودفن فيها أيضا.
تزوج مرتين أولا من ماريا تيليس دي مينيسيس هي من عائلة البرتغالية النبيلة مينيزيس وشقيقة الملكة قوية ليونور تيليس دي مينيزيس والثانية من كونستانس من قشتالة سيدة ألبا دي تورميس ابنة الغير شرعية لملك إنريكي الثاني ملك قشتالة .